# Head Arrangement
Das Head Arrangement bezeichnet zunächst ein musikalisches Arrangement, das die Spieler im Kopf haben, also nicht notenschriftlich fixiert werden muss. Es ist eine unaufwändige Methode, um ein Musikstück, das von Großensembles gespielt wird, zu strukturieren. Dabei wird häufig nur die Reihenfolge der improvisierenden Solisten vor Spielbeginn abgesprochen und festgelegt. Es besteht oft aus einfachen Riffs. Das Resultat ist stark von den beteiligten Musikern abhängig. 
Head Arrangements fanden im Bereich des Kansas City Jazz Verwendung (One O’ Clock Jump), wurden aber auch in der frei improvisierten Musik verwendet. Dort wird diese Art der musikalischen Strukturierung beispielsweise in Alexander von Schlippenbachs Globe Unity Orchestra und Misha Mengelbergs ICP Orchestra verwendet. Dort kann im Head Arrangement auch die Zusammensetzung kleinerer Formationen innerhalb des Ensembles und ihre Abfolge im musikalischen Geschehen festgelegt werden. 